# An Jordens
An Jordens (Tienen, 11 juni 1976) is een Belgische actrice en presentatrice. Ze presenteerde onder andere op de jongerenzender Ketnet.
Haar tv-carrière begon Jordens in 1998 als wrapper bij Ketnet, wat ze tot 2005 deed. Later presenteerde ze er een aantal programma's, zoals 100% Bakvis en de aanloop naar de eerste editie van Eurosong For Kids. Na Ketnet ging Jordens aan de slag bij Vijftv. Daarna verdween ze even van het scherm; ze werkte een tijdje voor een online-communicatiebureau. In 2007 had ze een rol in de telenovelle Emma, die op Eén werd uitgezonden. Daarna ging ze werken bij de televisiezender Vitaya. In 2012 voegde ze zich bij de ploeg van productiehuis De TV-Makers, waar ze nieuwe programma's zal helpen maken.

## Programma's

### Ketnet
- 1998-2005: Ketnet-wrapster
- 2002-2003: 100% bakvis, een lifestyleprogramma voor jongeren, samen met Ilse Van Hoecke
- 2003: De aanloop naar de eerste editie van Eurosong For Kids. Samen met Ilse Van Hoecke ging Jordens op stap met de kandidaten.
- 2003-2004: Hij komt, hij komt ... De intrede van de Sint, presentatrice

### Vijftv
- 2005: Vijf Laat

### Eén
- Vlaanderen Vakantieland
- 2007: Emma. In deze telenovelle speelde Jordens de rol van Sam.
- 2010: Goesting. Gastrol in de fictiereeks.

### Vitaya
- 2007: Ons Sterrenkookboek
- 2008: Vief Vief Hoera: een sport- en humaninterestprogramma.

### Vtm
- 2009: David, gastrol.
- 2010: Aspe, gastrol van Michèle De Bie.